# Bela Krajina

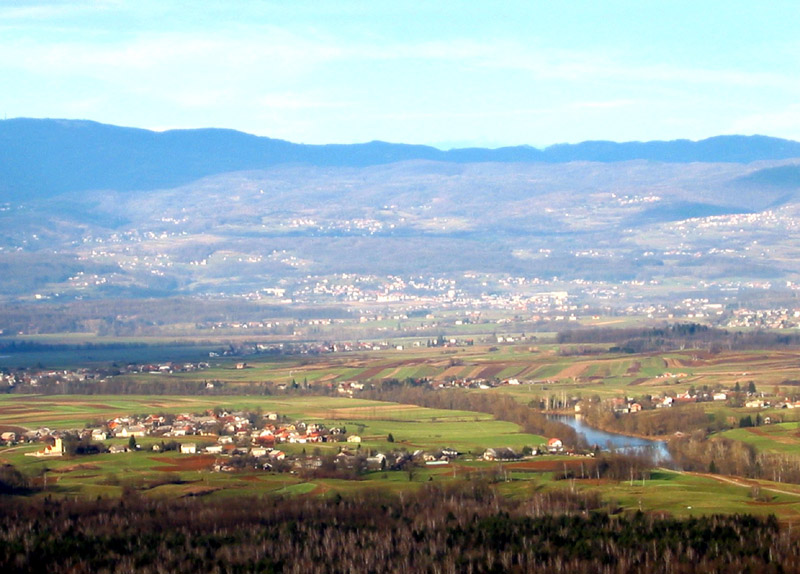
Uitzicht over Bela Krajina

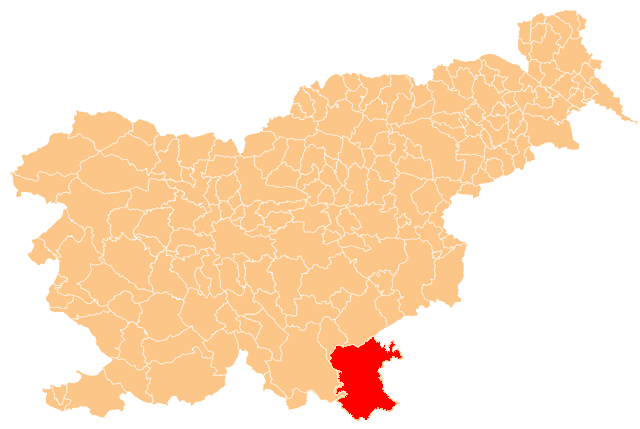
De locatie van Bela Krajina in Slovenië

Bela Krajina (historisch: Weißkrain) is een traditionele regio in het zuidoosten van Slovenië en aan de grens met Kroatië. De grootste steden van Bela Krajina zijn Metlika, Črnomelj en Semič. De bekendste rivier die door het gebied stroomt is de Kolpa. Het landschap van het gebied kenmerkt zich door de lage heuvels, Karst en bossen met berkenbomen. De naam van het gebied, 'Wit landschap' verwijst naar deze bomen.

## Cultuur
In het gebied ligt de nadruk sterk op traditie. Dit is te zien aan de populariteit van de onder andere het folklore festival en het maken van eigen producten zoals wijn uit eigen wijngaard en traditioneel brood, Belokranjska pogača, dat tevens op Europees niveau beschermd is. Ook worden er eieren met een speciaal motief handgemaakt en is de productie van vlas belangrijk. Van het witte vlas worden de folklore-kostuums gemaakt.

### Evenementen
- Vigred, een traditioneel festival waarin het groeien en maken van wijn centraal staat. Het vindt elk jaar in mei plaats in Metlika en duurt 3 dagen.
- Jurjevanje, het oudste folklorische festival van Slovenië. Het is elk jaar in juni in Crnomelj.
- Zomers diverse festivals in de stadkernen waardoor er regelmatig optredens zijn.
- Schengenfest, popfestival op de grens van het Schengengebied bij Vinica

## Toerisme
In het gebied zijn vele campings naast de Kolpa-rivier. In deze rivier, die warm en helder is, kan worden gezwommen en op geraft worden. Er kan onder andere een bezoek worden gebracht aan het museum van Bela Krajina in Metlika, een van de vele wijnboerderijen, een bijenhouder en meer. Er zijn veel wandel- en fietsroutes uitgezet.

## Galerij

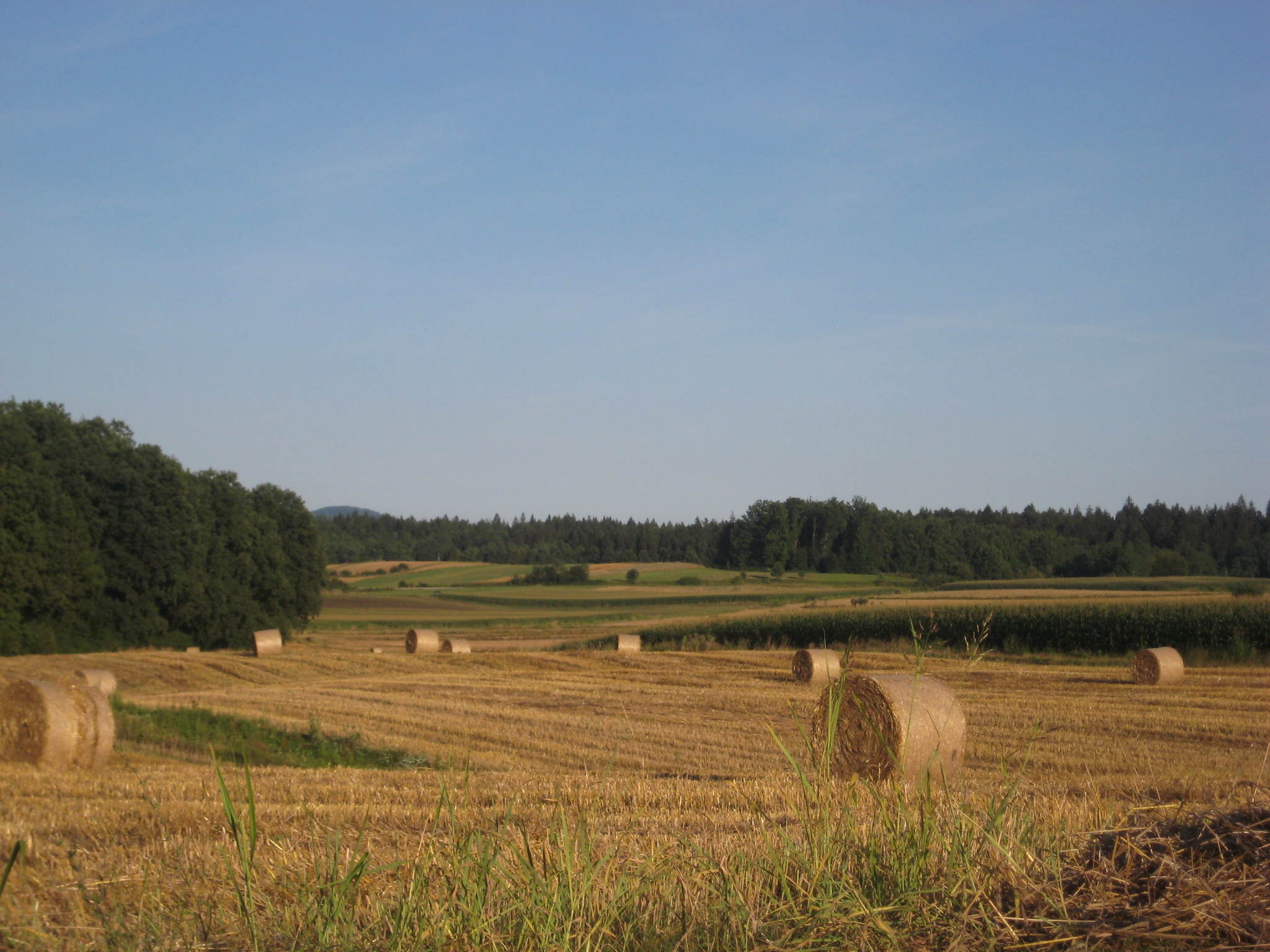
Veld in de buurt van Črnomelj
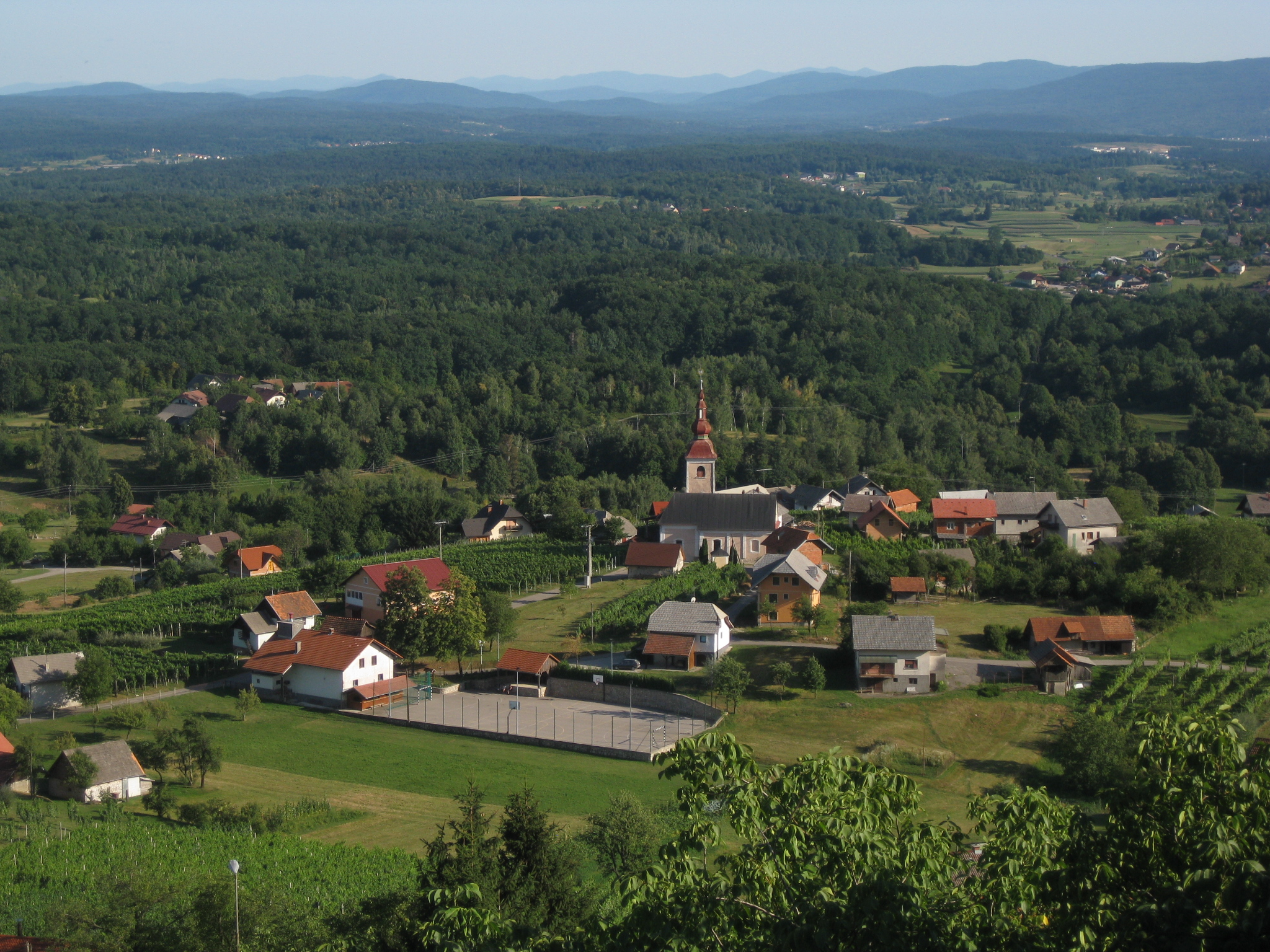
Semič
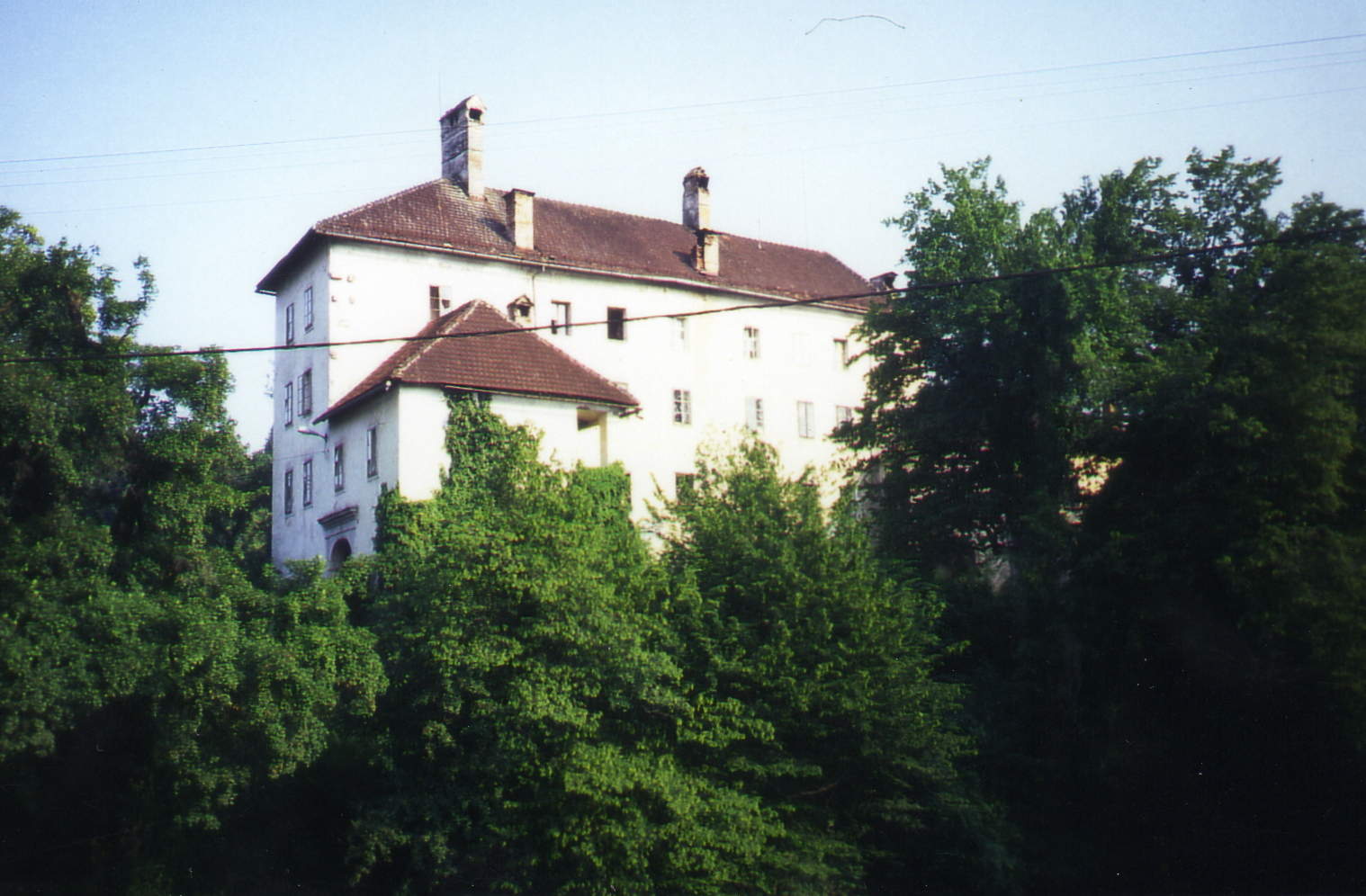
Kasteel bij Gradac
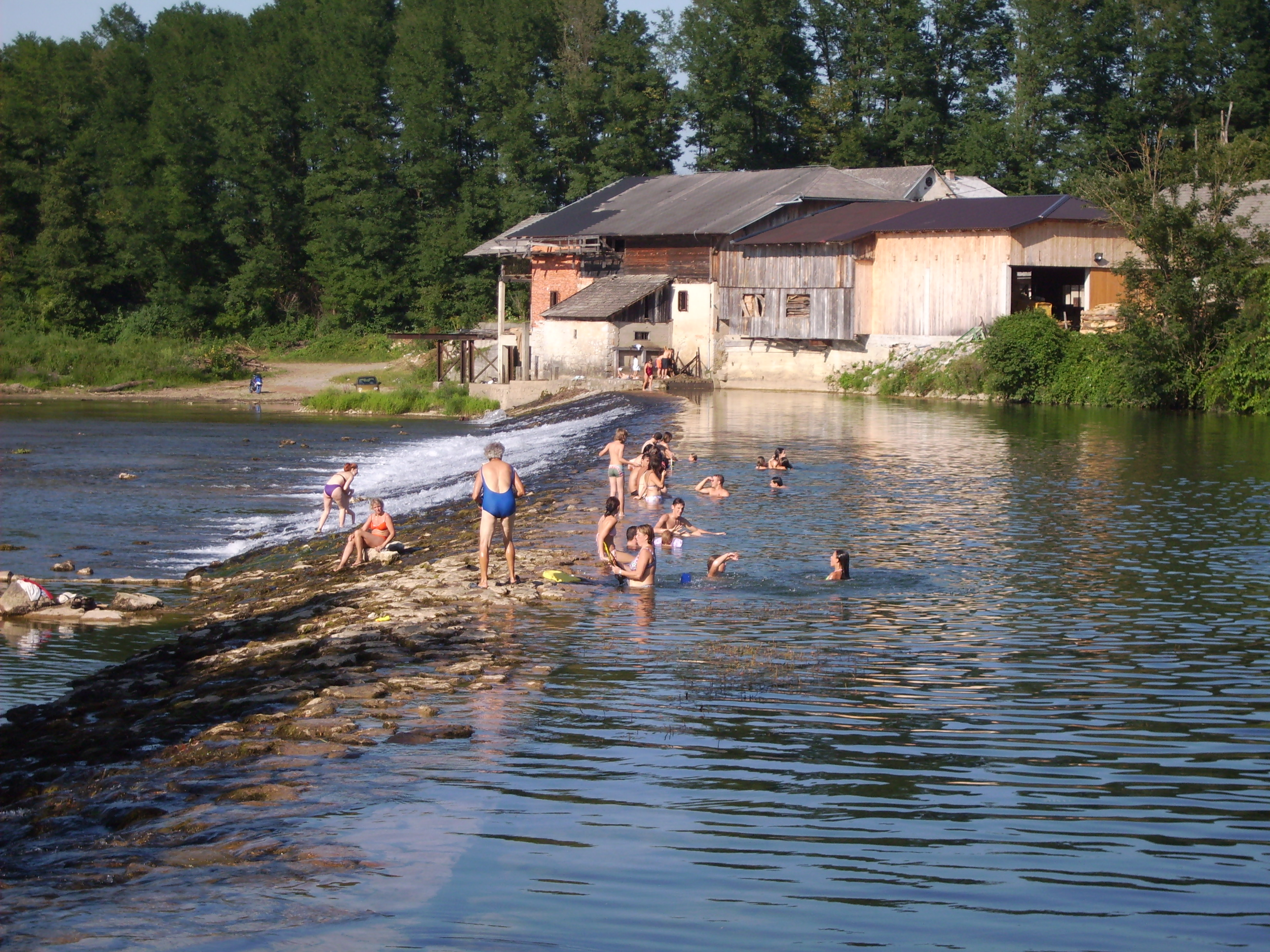
Kolpa bij Griblje
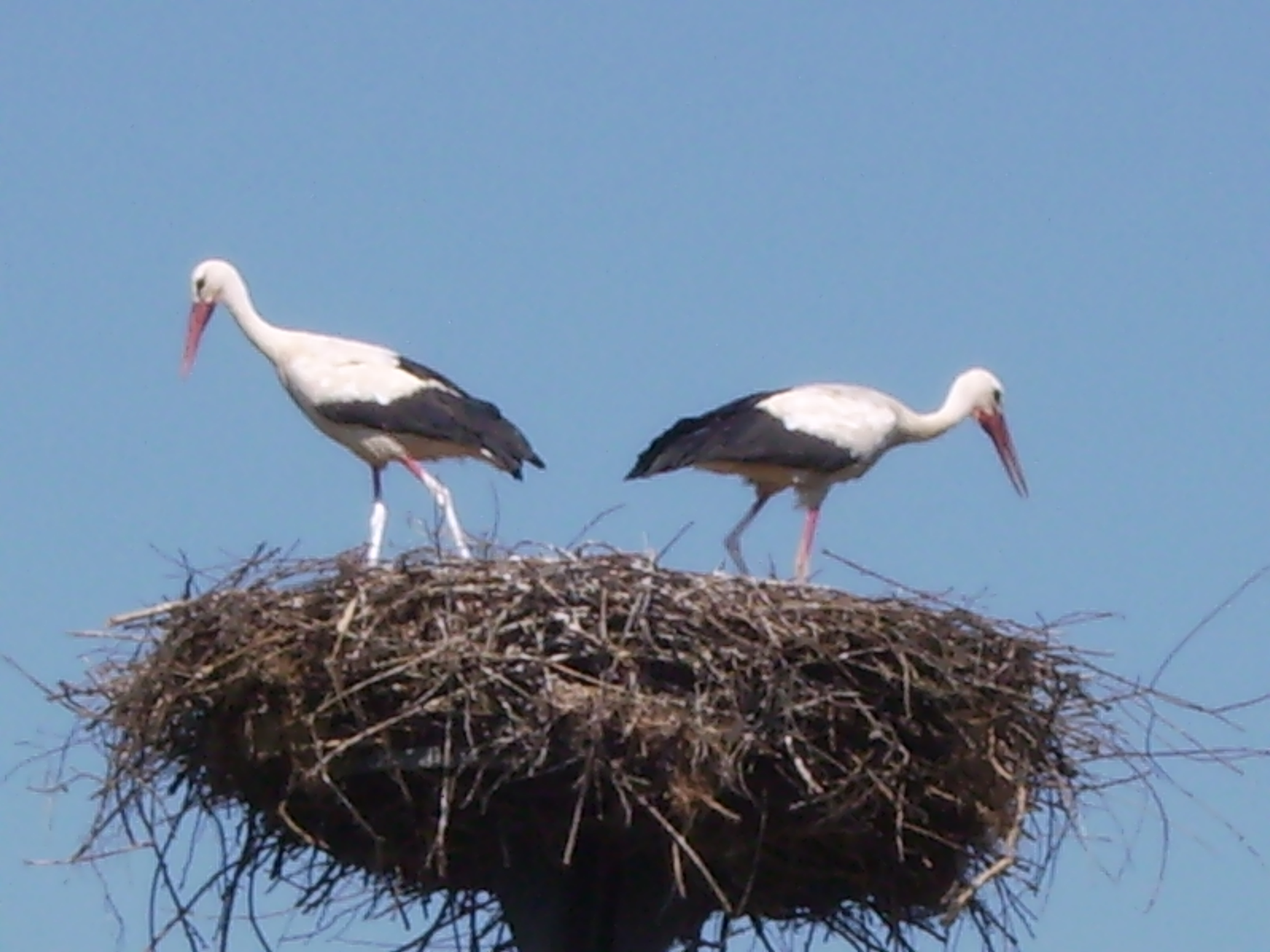
Ooievaars
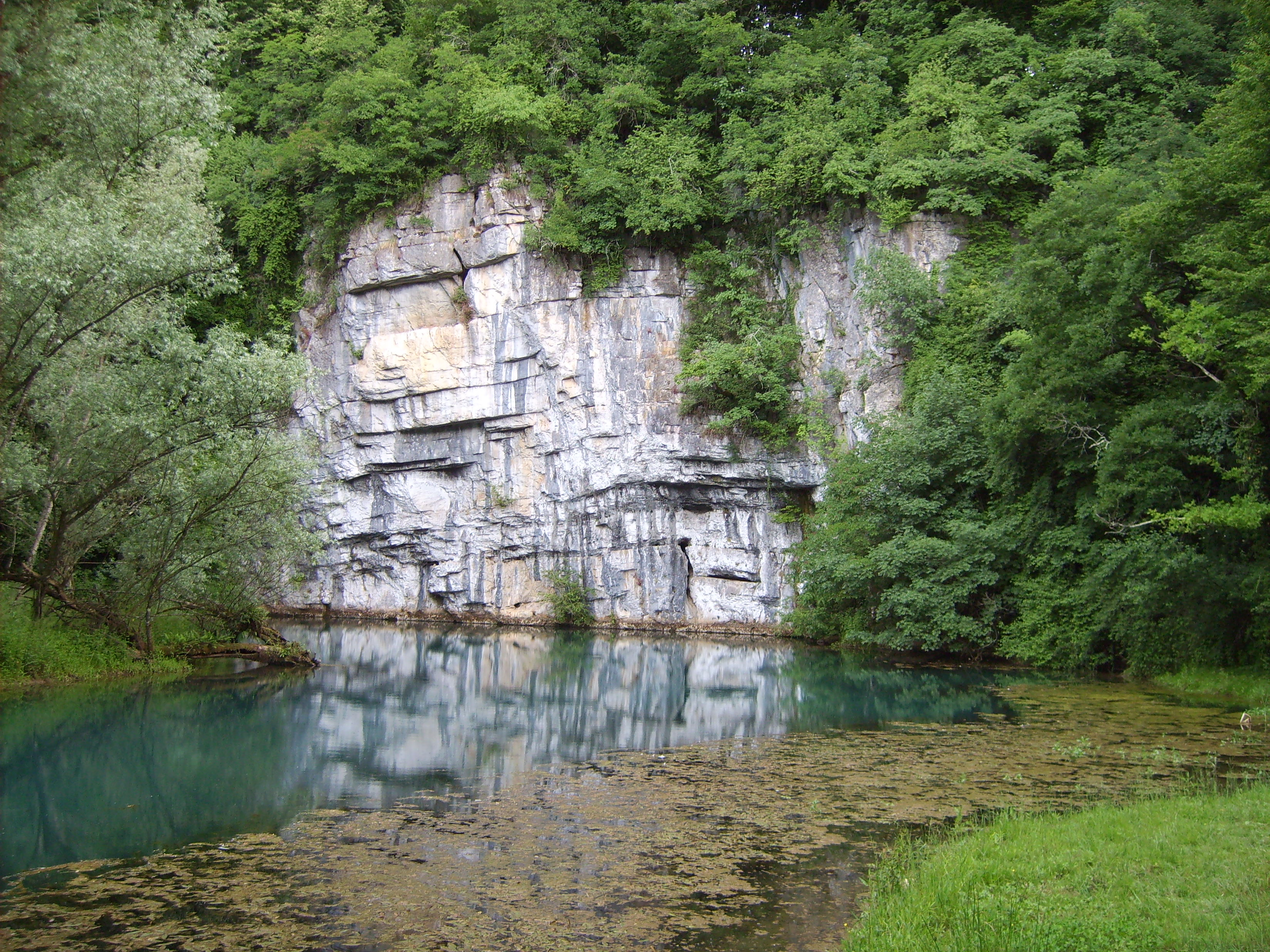
Bron van de Krupa
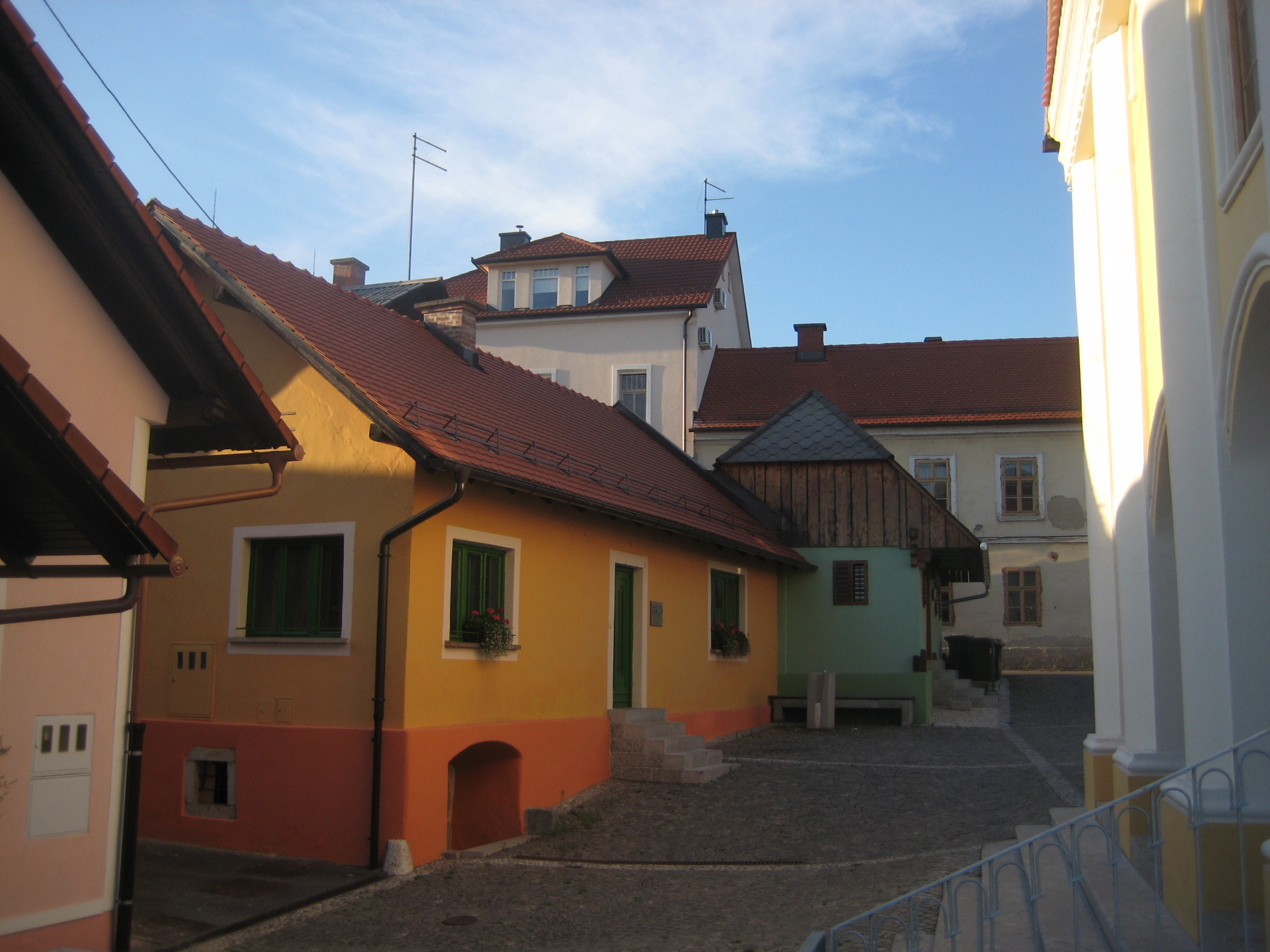
Oude stadscentrum van Črnomelj